# 冬目景
冬目景（1970年4月13日—），日本女性漫畫家、插畫家。神奈川縣出身，多摩美術大學美術學部油繪科畢業，同校後輩有沙村廣明、玉置勉強。

## 作品

### 單行本
- ZERO零點（ZERO）全1冊（1995年、幻冬舍）東立出版
- 變調人生（僕らの変拍子）全1冊（1995年、Schola（日语：スコラ））東立出版
- 羔羊之歌（羊のうた）全7冊（1995年－2002年、幻冬舎）東立出版
- 機械浪劍客－黑鐵（黒鉄＜KUROGANE＞）全5冊（1996年－2003年、講談社）尖端出版
- （2017年5号 - 2020年22號、集英社）未代理
- 昨日之歌（イエスタデイをうたって）全11卷（1999年－2013年、集英社）東立出版
- （1998年8月 - 2000年4月、講談社）未代理
  - ISBN 4-06-330092-7（2000年5月15日）
  -  ISBN 4-06-334956-X（2004年11月22日）
- LUNO（LUNO）1冊待續（2002年－中斷連載、エニックス）台灣角川
- 幻影博覽會（幻影博覧会）全4冊（2002年－2012年）長鴻出版社
- 白老鼠遊戲（ハツカネズミの時間）港譯《家鼠的時間》全4冊（2004年－2008年、講談社（台灣尖端出版、香港天下文化
- ACONY永遠的少女（ACONY）全3冊（2003年－2010年、講談社月刊）尖端出版
- 小桃一家（ももんち）全1冊（2006年－2009年、小學館週刊Big Comic Spirits）未代理
- 時空建築幻視譚（マホロミ 時空建築幻視譚）全4卷（2010年、小學館週刊Big Comic Spirits）東立出版
- 天電雜音的公主（空電ノイズの姫君）（『月刊Birz』2016年9月号 - 2018年8月號）
- 天電的公主（空電の姫君）（『Evening』2019年3号 - 2021年11號）
- 百木田家的古書時光（百木田家の古書暮らし）（『Grand Jump』2022年3号 - 連載中）東立出版

### 未單行本化作品
- （1997年、講談社週刊増刊第1期、短篇）
- （1999年，集英社増刊EXTRA、短篇）
- （2005年、村田蓮爾責任編集「robot 3」、短篇）
- （2007年、村田蓮爾責任編集「robot 7」、短篇）

### 畫冊
- 百景【百景／文車館来訪記】（2000年，講談社。ISBN 4-06-330092-7）
- （2000年。同時有豪華版與一般版）
- （2003年）
- （2008年，集英社）

### 其他
- （遊戲，人物設定）
- （遊戲，人物設定）
- （電影，概念設計）
- 三國志大戰Ver.2-R 張春華、Ver3.1-R 貂蟬（插畫）
- （模型，人物設定）
- PSYCHE（プシュケプ）（小說插畫，原著：唐辺葉介）

## 外部連結
- （日語）  非官方介紹網站
- （日語）  非官方介紹網站